# Juan González Pérez
Juan Antonio González Pérez  (Nigrán, 4 de marzo de 1963) es un político gallego del  PSOE y alcalde de Nigrán desde junio de 2015.

## Biografía
Licenciado en Historia, Arte y Geografía de Galicia por la Universidad de Santiago de Compostela. Dirige la Fundación Érguete-Integración desde 1997. Secretario General del PSOE de Nigrán desde 1999. De 2007 a 2011 formó parte del bipartito PSOE-BNG como concejal de Urbanismo. En las elecciones municipales de 2015, encabezó la lista del PSOE de Nigrán, siendo elegido Alcalde.